# 八千代市立勝田台中学校
八千代市立勝田台中学校（やちよしりつ かつただいちゅうがっこう）は、千葉県八千代市にある市立中学校。1968年（昭和43年）創立。

## 学校教育目標
- 人間「性」豊かな「実践力」のある生徒
自学・実践・自省（旧来の「自学・勤労・健康」から改訂）

## 校歌
- 「八千代市立勝田台中学校校歌」
  - 作詞: 石森延男
  - 作曲: 寺内昭

## 歴代校長
- 初代: 富田通（1968年4月 - 1977年3月）
- 2代目: 山崎光雄（1977年4月 - 1981年3月）
- 3代目: 戸田展弘（1981年4月 - 1986年3月）
- 4代目: 湯浅祐司（1986年4月 - 1988年3月）
- 5代目: 篠田一郎（1988年4月 - 1991年3月）
- 6代目: 岩崎弘（1991年4月 - 1993年3月）
- 7代目: 中村二郎（1993年4月 - 1998年3月）
- 8代目: 山崎晶司（1998年4月 - 2001年3月）
- 9代目: 萩原康正（2001年4月 - 2003年3月）
- 10代目: 加賀谷孝（2003年4月 - 2005年3月）
- 11代目: 岡部永（2005年4月 - 2008年3月）
- 12代目: 相澤康（2008年4月 - 2011年3月）
- 13代目: 小泉晴美（2011年4月 - 2013年3月）
- 14代目: 三間芳弘（2013年4月 - 2015年3月）
- 15代目: 八木政則（2015年4月 - 2017年3月）
- 16代目: 岸平和久（2017年4月 - 2019年3月）
- 17代目: 山根弘行（2019年4月 - 2021年3月）
- 18代目: 丸山太郎（2021年4月 - 2023年3月）
- 19代目: 熊谷俊彦（2023年4月 -

## 出身有名人
- 滝澤正光（元競輪選手）
- 角田夏実（柔道家）
- 近藤誠也（プロ棋士）
- 田中正良（『NHK解説委員室⁻解説委員』 / NHK

中国総局長）